# Myaptex brachyptera
Myaptex brachyptera là một loài ruồi trong họ Asilidae. Myaptex brachyptera được Philippi miêu tả năm 1865.